# Urinari femení

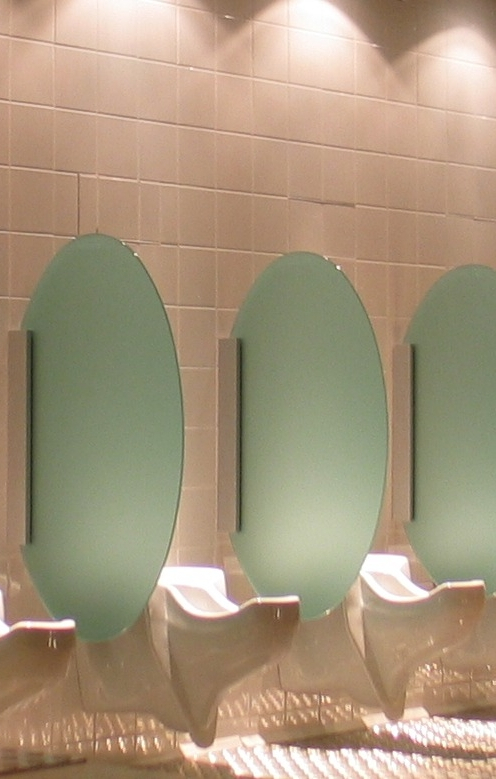
Una fila d'urinaris femenins a Malàisia separats per mampares de privadesa

Un urinari femení, és un urinari dissenyat per a l'anatomia femenina per facilitar-ne l'ús per part de dones i nenes. Diferents models permeten orinar en postures dempeus, o a la gatzoneta, però generalment sense contacte corporal directe amb l'urinari. També hi ha models per fer-ho assegut, i estan dissenyats per un contacte del cos amb el urinari.
Hi ha urinaris unisex també comercialitzats per diverses empreses, que poden ser utilitzats pels dos sexes.
La marca danesa Pollee ven un urinari femení portàtil per a esdeveniments públics a l'aire lliure.

## Fons

### Avantatges davant dels vàters
Els urinaris per a usuàries podrien tenir alguns dels mateixos avantatges que els urinaris per a usuaris masculins, en comparació dels vàters de tassa clàssics (únicament per a orinar):
- ús més ràpid
- cost més baix
- manteniment més senzill
- requisits d'espai més petits (es poden instal·lar dos urinaris muntats a la paret en l'espai ocupat per un sol vàter)
- consum d'aigua reduït per a la descàrrega en comparació dels vàters de seient (amb consum "0" dels urinaris sense aigua)
- procés de micció més higiènic i sense contacte (sense risc de contacte amb restes orgàniques d'usuaris anteriors)
- s'evita contagi per contacte ja que no hi pot haver orina al seient "inexistent" de l'urinari
- possibilitat de facilitar el reciclatge de nutrients com a fertilitzant ja que pel forat petit de sortida només hi passa líquid.[4]

Per raó d'un nombre més gran d'unitats en la mateixa quantitat d'espai, hi sol haver una cua més ràpida i curta per als urinaris públics; fins a un 30 % més de persones poden utilitzar els urinaris alhora.
Els urinari femenins possiblement podrien ser adequats per al seu ús en banys públics que es fan servir molt durant les hores escaig i que probablement atreguin un gran nombre de visitants, especialment en llocs com teatres, estadis, escoles, universitats, discoteques, centres comercials i instal·lacions de transport públic. A més, s'han desenvolupat urinaris femenins mòbils temporals per utilitzar-los en esdeveniments i festivals a l'aire lliure, així com unitats independents per a espais públics.

## Disseny i implantació

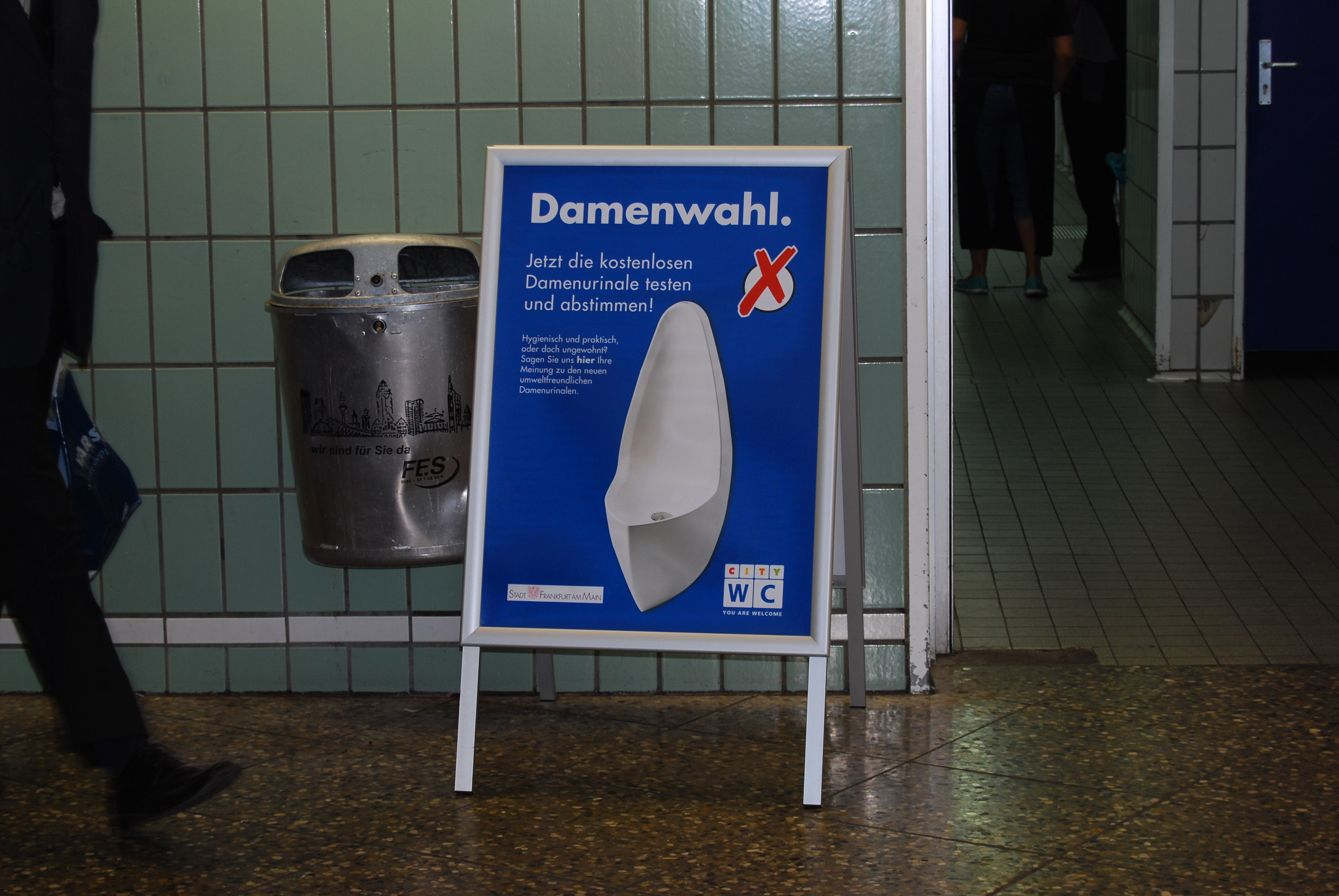
Anunci d'urinaris de dones davant d'un bany públic a Frankfurt am Main, Alemanya

S'estan desenvolupant urinaris que poden ser utilitzats pels dos sexes. Si bé els urinaris per a homes i nens es poden trobar a gairebé tot arreu als banys públics, els urinaris unisex i femenins segueixen sent productes de nínxol. Moltes persones senten que això és satisfactori a causa de les diferències anatòmiques que fan que l'ús d'un urinari sigui més convenient per a la població masculina que no pas per a la població femenina. Segons Mete Demiriz, professora de tecnologia sanitària a la Universitat de Ciències Aplicades de Westfàlia a Gelsenkirchen, les consideracions econòmiques i les convencions socials també impedeixen la instal·lació més àmplia d'urinaris femenins en banys públics.
Els models d'urinaris femenins que s'ofereixen avui dia són conceptualment similars entre ells i segueixen la forma i el disseny dels urinaris masculins, però s'adapten més a l'anatomia femenina. Una diferència és que la majoria de les dones van triar aturar-se d'esquena a l'urinari i adoptar una posició mitjà a la gatzoneta, que de vegades també s'anomena "postura de l'esquiador" o "postura flotant". Això es basa en la postura que les dones generalment adopten als banys públics convencionals si estan bruts i quan no es desitja el contacte físic, però en fer-ho pot quedar orina a la bufeta i pot no ser bo per als músculs pèlvics.
Els urinaris femenins també es poden trobar com a recipients de ceràmica a nivell del terra. Aquest tipus d'urinari s'usaria en una posició a la gatzoneta completa per evitar esquitxades d'orina. En el passat, els models que s'usaven en una posició a la gatzoneta completa (similar als vàters d'estil asiàtic a la gatzoneta) es van desenvolupar fins a l'etapa de prototip o es van llançar al mercat, com el Peeandgo de Chen-Karlsson, però aquests no van assolir un èxit comercial. A partir del 2017, tots els urinaris femenins disponibles al mercat occidental es munten a la paret per a ser utilitzats en una posició d'esquena a la paret.